# Бетховен, Карл ван
Карл ван Бетховен (нем. Karl van Beethoven; 4 сентября 1806, Вена — 13 апреля 1858, Йозефштадт) — племянник композитора Людвига ван Бетховена, родившийся у его брата Каспара Антона Карла ван Бетховена и его жены Иоганны ван Бетховен (урождённой Рейсс).

## Биография

### Происхождение
В конце XV века жил предок Карла ван Бетховена в седьмом поколении некий Ян ван Бетховен (1485—1571).
Предком Карла ван Бетховена была Жозина ван Бетховен (ок. 1540—1595), которая была обвинена в колдовстве и сожжена на костре на площади Гран-Плас в Брюсселе.
Прапрадед по отцовской линии, Михаэль ван Бетховен (1684—1749), был мастером-пекарем.
Прадед по отцовской линии, Людвиг ван Бетховен-старший (1712—1773), был родом из Мехелена (Южные Нидерланды). Он служил в той же капелле, что и Иоганн, сначала певцом (у него был бас), а затем — капельмейстером.
Прадед через бабушку по отцовской линии, Иоганн Генрих Кеверих (1701—1759),  был главным придворным поваром на службе у курфюрста Трира, проживавшего в замке Филипсбург в Эренбрайтштайне.
Дед по отцовской линии, Иоганн ван Бетховен (1740—1792), был певцом-тенором в придворной капелле.
Бабушка по отцовской линии, Мария-Магдалина ван Бетховен, до замужества Кеверих (1746—1787), была дочерью придворного шеф-повара в Кобленце. В первом браке его бабушка была замужем за камергером-избирателем Иоганном Леймом (1733—1765), от которого она родила сына Иоганна Петера Антона Лейма (1764—1764).
Дед по материнской линии, Антон Рейсс, был преуспевающим венским обойщиком.

### Детство, юность и зрелость
Карл ван Бетховен родился 4 сентября 1806 года в семье брата Бетховена — Каспара Антона Карла ван Бетховена (1774—1815) и его жены Иоганны ван Бетховен (урождённой Рейсс; 1786—1869), дочери обойщика. Людвиг ван Бетховен питал глубокую неприязнь к своей невестке, которую он обвинял в развратном образе жизни, и часто называл её "Королевой ночи" в отсылке к опере Вольфганга Амадея Моцарта «Волшебная флейта».
14 ноября 1815 года за день до своей смерти тяжело больной Каспар Антон Карл ван Бетховен в своём завещании назначил Людвига ван Бетховена опекуном его сына Карла ван Бетховена. Кодекс, составленный Каспаром Антоном Карлом ван Бетховеном и предусматривавший, что его жена будет опекуном, был им отозван, но больше не подтверждён нотариально. В конце ноября 1815 года Бетховен обратился в Landrecht с ходатайством об опеке над своим племянником Карлом, которое было одобрено из-за скандальной репутации его невестки.
2 февраля 1816 года Карл ван Бетховен поступил в школу-интернат Каэтана Джаннатасио дель Рио, где оставался до 24 января 1818 года. Людвиг ван Бетховен вскоре переехал недалеко от школы-интерната и нанял своего ученика Карла Черни в качестве учителя игры на фортепиано для своего племянника; Карл ван Бетховен должен был быть подготовлен к музыкальной карьере в соответствии с планами своего дяди.
В январе 1818 года Карл ван Бетховен был забран из школы-интерната своим дядей и теперь жил в его доме. Бетховен продолжил настаивать на том, чтобы его племянник посещал академическую гимназию. После того, как Карл сбежал к матери и был возвращён полицией, его мать обратилась в суд, чтобы Бетховена лишили дворянства и опеки над её сыном. Бетховен с помощью юриста Иоганна Баптиста Баха обратился в Апелляционный суд Нижней Австрии. Оценивая шансы на успех, как ограниченные из-за глухоты Бетховена, Бах выступал за опекунство, которое Бетховен и его невестка осуществляли совместно. 
В последующий период Карл ван Бетховен в Институте Блехлингера с 22 июня 1819 года по 1823 год, где он добился очень хороших результатов и отличного образования.
6 марта 1823 года Бетховен составил завещание, в котором его племянник стал всеобщим наследником.
Из-за трудностей с обучением Карл ван Бетховен поступил на военную службу, после чего между ним и Людвигом ван Бетховеном больше не было личных контактов. Карл ван Бетховен также отсутствовал на похоронах своего дяди, потому что известие о его смерти дошло до него с опозданием на несколько дней.
Карл ван Бетховен с честью был уволен из армии в звании младшего лейтенанта в мае 1832 года.
В 1843 году Карл ван Бетховен подал заявку на должность комиссара пограничной службы. Когда заявка осталась без ответа, несмотря на письмо кайзеру Францу от 14 мая 1835 года, Карл ван Бетховен отозвал её в мае 1836 года. С тех пор он жил с частным лицом; единственный наследник своих дядей Людвига ван Бетховена и Николауса Иоганна ван Бетховена, он был обеспечен материально
Карл ван Бетховен умер 13 апреля 1858 года от рака печени.

## Семья
28 августа 1831 года он женился на Каролине Наске, дочери адвоката города Иглау — Максимилиана Наске. В браке родилось пятеро детей.
- Каролина Иоганна ван Бетховен (1831—1919)
- Мария Анна ван Бетховен (1835—1891)
- Людвиг Иоганн ван Бетховен (1839— между 1890 и 1916 годами)
- Габриэле ван Бетховен (1844—1914)
- Гермиона ван Бетховен (1852—1887)